# Escola Prática de Cavalaria
La Escola Prática de Cavalaria (Escuela Práctica de Caballería) es una escuela militar sita en Santarém (Portugal) y conocida internacionalmente por ser el lugar del que partió el capitán Salgueiro Maia para tomar Lisboa durante la revolución de los claveles.
- Datos: Q5837679